# Тринованти

Території триновантів

Тринованти або тринобанти — кельтське плем'я, що існувало в доримській Британії. Тринованти мешкали на північ від гирла Темзи, на території сучасного Ессексу та Суффолку, а також сучасного Великого Лондона. 

## Походження назви
Назва «тринованти» походить від кельтського слова «novio» з додаванням префікса інтенсифікації «tri» і, таким чином, може перекладатися як «зовсім нові» у значенні «новоприбульці», але може також мати інше значення — «дуже витривалі». 
Назва «Триновант» згадується Джефрі Монмутським в його «Історії острова Британія» як ймовірна початкова назва Лондона. Він стверджує, що слово походить від Troi-novantum, тобто «Нова Троя», поєднуючи це, таким чином, з легендою про заснування Лондона Брутом та іншими учасниками Троянської війни.

## Столиця
Столицею триновантів був Камулодун (сучасний Колчестер), ймовірне місце розташування легендарного Камелоту.

Триновантська монета

Незадовго до вторгнення Цезаря в Британію тринованти вважалися найпотужнішим племенем в Британії. Існують припущення, що в цей час їхньою столицею був Брафінг (англ. Braughing на території сучасного Гартфордширу.

## Правителі
У деяких манускриптах Записок про галльську війну Юлія Цезаря згадується ім'я короля триновантів Імануентіса, проте в інших манускриптах це ім'я відсутнє. Незадовго до другої експедиції Цезаря владу захопив Кассівелаун, який, як вважається, належав до катувеллаунів. Син Імануентіса Мандубракій втік під захист Цезаря в Галлію. Під час своєї другої експедиції Цезар завдав поразки Кассівелауну та відновив Мандубракія на троні. Кассівелауній погодився з владою Мандубрахія, а також на виплату данини римлянам.
Наступним ідентифікованим королем є Аддедомар, ім'я якого можна знайти на монетах тої доби. Аддедомар прийшов до влади бл. 20-15 р. до н. е. та переніс столицю племені в Камулодун. Після цього, бл. 10 р. до н. е., протягом короткого періоду в Камулодуні чеканилися монети з ім'ям Таскіована, вказуючи, таким чином, на можливе підкорення ним триновантів. Проте незабаром Таскіован відступив, можливо, під тиском римлян, оскільки пізніше на монетах немає слова «Rex» (король), а Аддедомар був поновлений при владі. Син Аддедомара, Дубновеллаун, успадкував він нього владу бл. 10 р. до н. е., проте його правління не було довгим, а плем'я було остаточно підкорене Таскіованом або його сином Кунобеліном. Мандубракій, Аддедомар та Дубновеллаун згадуються пізніше в післяримській та середньовічній кельтській генеалогії під іменами Манавідан (англ. Manawydan), Едд Мор (англ. Aedd Mawr) — Аддедо Великий та Дифнвол Мелмут (англ. Dyfnwal Moelmut) — Дубновелаун Лисий та Мовчазний. «Тріади острова Британія» згадують Еда Мора як одного з засновників Британії.
Тринованти знову з'являються на історичній арені під час їхньої участі в заколоті Боудіки проти Римської імперії в 60. Один з цивітатів (лат. civitates) зі столицею в Цезаромагу (лат. Caesaromagus), сучасний Челмсфорд, отримав їхнє ім'я.